# Родник (посёлок)
Родник — посёлок в Красноармейском районе Челябинской области России. Входит в состав Берёзовского сельского поселения.

## География
Посёлок находится на северо-востоке Челябинской области, в лесостепной зоне, к юго-востоку от озера Сыкандык, на расстоянии 13 километров (по прямой) к юго-востоку (от села Миасского, административного центра района. Абсолютная высота 181 метр над уровнем моря.

## Население
| 2002 | 2010 |
| ---- | ---- |
| 373  | ↘371 |

Гендерный состав
По данным Всероссийской переписи населения 2010 года в гендерной структуре населения мужчины составляли 46,9 %, женщины — 53,1 %.
Национальный состав
Согласно результатам переписи 2002 года, в национальной структуре населения русские составляли 91 %.

## Улицы
Уличная сеть посёлка состоит из шести улиц.